# Хафнер, Антон
Антон Хафнер «Тони» (нем. Anton «Toni» Hafner; 2 июня 1918, Эрбах — 17 октября 1944, около Швайцерфельде, Восточная Пруссия, рядом с нынешним городом Гусевым Калининградской области) — немецкий лётчик-ас Второй мировой войны, в течение которой он совершил 795 боевых вылетов, одержав 204 победы в воздухе, из них 184 на Восточном фронте, в том числе 55 штурмовиков Ил-2, а также 1 над бомбардировщиком B-17. Погиб в бою. Награждён Рыцарским Крестом с дубовыми листьями.

## Биография
После прохождения боевой подготовки в 1940 году направлен в резервную эскадрилью 51-й эскадры (Ergänzungstaffel JG 51). 23 января 1941 года ефрейтор Хафнер был переведен в 6./JG51. 29 марта он совершил вынужденную посадку у Мардьяка. Сам Хафнер был ранен, а его Мессершмитт Bf 109 E-4 (W.Nr. 3766) был на 80 % поврежден.

## Восточный фронт
Первую свою воздушную победу лётчик одержал в начале операции «Барбаросса» — 24 июня 1941 года. Вскоре к ней добавилось ещё несколько, а к концу года на его счету значилось 14 советских самолётов. В 1942 году он систематически пополнял список своих побед. 25-я победа была достигнута 21 марта 1942 года. 5 июля в четырёх боях он одержал 7 побед, доведя свой счет до 41.
23 июля 1942 года фельдфебель Хафнер одержал свою 50-ю победу, а 22 августа одержал свою 60-ю победу, за что на следующий день, 23 августа 1942 года был награждён Рыцарским крестом железного креста. Одержав ещё 2 победы Хафнер получил длительный отпуск.

## Северная Африка
На фронт он вернулся только в ноябре 1942 года. К этому моменту II./JG51 была переброшена в Тунис. Хафнер, летая уже в составе 4./JG51, 16 ноября одержал свою 63-ю победу, над Спитфайром RAF.
28 ноября на счету аса появился его единственный 4-моторный бомбардировщик B-17, который, правда, был записан на его счет как британский «Стирлинг», и который он сбил западнее Бизерты.
18 декабря Хафнер отправился на очередное задание по перехвату вражеских бомбардировщиков, которые прикрывали 2-моторные истребители P-38 «Лайтнинг». В ходе последующей «собачьей свалки» Хафнеру удалось поджечь левый двигатель одного из «Лайтнингов», пилот которого выпрыгнул с парашютом. Им оказался лейтенант Норман Видэн, с которым Хафнер решил встретиться. Перед тем, как отправиться в лагерь военнопленных, Видэн вручил Хафнеру свой лётный жетон и личный талисман, охранявший его от смерти, а сами пилоты пообещали встретиться после войны. Хафнер переслал вещи Видэна своему брату Альфонсу в Германию, подчеркнув, что если он погибнет, брат должен найти американца, чтобы вернуть ему эти вещи, а также одну из медалей и масляный портрет Антона Хафнера. Уже в 1960-х годах Альфонс Хафнер исполнил желание брата — с помощью американского правительства он нашёл майора Нормана Видэна и передал ему необычное наследство.
2 января 1943 года II./JG51 вступила в бой с группой Харрикейнов и Спитфайров. Антон Хафнер, на счету которого к тому моменту было 82 победы, вступил в бой, в котором его Bf 109 G-2 (W.Nr. 13 985) был поврежден. Скорее всего, это сделал английский ас Robert Oxspring (13.333/2/13 побед, DFS) из 72-й эскадрильи RAF. Хафнер был вынужден выпрыгнуть с парашютом из самолёта, но при прыжке ударился о киль своего самолёта и получил перелом руки. В результате он провел 6 месяцев в немецком госпитале.

## Снова на Восточном фронте
В августе 1943 года Хафнер вернулся в эскадру и начал летать в штабной эскадрилье эскадры. Эта часть к тому моменту была вооружена истребителями Focke-Wulf 190A.
15 октября Хафнер сбил три советских самолёта, одержав свои 98—100 победы. 
20 октября он сбил 5 советских самолётов (102—106 победы), 
28 октября ещё 5 (107—111 победы). 
22 февраля 1944 года — 7 самолётов (126—132 победы). 

27 марта одержал свою 134 победу и после неё, 11 апреля 1944 года, лейтенант Хафнер был награждён Дубовыми Листьями к Рыцарскому Кресту (№ 452).
В скором времени он стал одним из самых результативных лётчиков-истребителей JG51, а потом и самым результативным. Эту позицию он не уступил до конца войны.
15 мая 1944 года Хафнер назначен командиром 8./JG51, вместо гауптмана Фрица Штенделя (49 побед), пересев снова на Мессершмитт Bf.109G-6 (W.Nr. 442 013) «Черная-1». 
Эскадрилья вела горячие бои в Восточной Пруссии, противниками её были лётчики французского авиаполка «Нормандия-Неман». 24 июня он снова одержал 5 побед (140—144). 28 июня он одержал свою 150-ю победу, но два дня спустя, при перелете линии фронта, в двигатель его Мессершмитта попали. После аварийной посадки он смог вернуться в часть и вскоре вновь приступил к полётам.
8 августа за день Хафнеру удалось сбить 7 Ил-2 (162—168). А 15 августа его 8./JG51 была переименована в 10./JG51.
16 октября 1944 года Хафнер объявил о четырёх сбитых самолётах и перешагнул границу двухсот побед (199—202).
17 октября 1944 года стал его последним днём. Во время боя в районе Швайцерфельде (Schweizerfelde,  Восточная Пруссия) на малых высотах с «Яками» ас одержал свою очередную, 204 победу, сбив Як-7, но самолёт Хафнера зацепился за дерево и разлетелся на куски, похоронив в своих обломках немецкого аса.